# Далекобійники (телесеріал)
«Далекобійники» — культовий російський серіал про пригоди далекобійників-напарників Сашка й Федора Івановича. Прем'єра відбулася 10 вересня 2001 року на телеканалі НТВ.

## Сюжет
Два шофери-напарники — досвідчений водій Федір (Володимир Гостюхін) та його молодий колега Сашко (Владислав Галкін) відправляються в далекий рейс. Дві різні людини, що належать різним поколінням, довго звикають один до одного. Але поступово спільні труднощі та випробування зближують героїв, і між ними виникає справжня чоловіча дружба. При всій відмінності характерів обидва вони — позитивні персонажі. В дорозі герої потрапляють у вир пригод. Кожна серія — це самостійний фільм зі своїми героями і своїм сюжетом.

### 1 серія. Російський конвой
Серпень 2000-го. Водію КамАЗу Федору Івановичу Афанасьєву — п'ятдесятирічному водію з великим стажем дають в напарники Сашка Коровіна — молодого хлопця, прекрасного механіка, веселого гуляку і баламута. Їм належить доставити гуманітарний вантаж з Москви в Ростов-на-Дону для поранених в Чечні бійців. В тому числі — 15 коробок сильного болезаспокійливого наркотику (пантопону). Інформація про це йде до «братви», яка на «вісімці» починає переслідування фури. Спроби «братків» підставити водіям «свою дівчинку» закінчується невдачею. І тоді починається відкрита погоня. Федору і Сані допомагають взаємовиручка «колег по керму» і водійські навички. Вантаж доставлено за призначенням.

### 2 серія. Хімія і життя
Сашок і Федір Іванович приїхали на хімбазу за соляною кислотою, але через недбалість начальника бази в цистерну, на якій немає охолоджувачів, був залитий вибухонебезпечний і токсичний окислювач, який судячи з усього використовується у ракетній техніці. Далекобійники, не підозрюючи про небезпеку, спокійно відправляються в Чебоксари. Начальник хімбази піднімає паніку, але до спецслужб телефонувати не поспішає, щоб уникнути кримінального переслідування за злочинну недбалість. Разом з якимось Ванукяном — знайомим депутатом і підприємцем-замовником соляної кислоти вони здійснюють пошуки Олександра і Федора, але марно, так як мобільний телефон, залишений Федором в машині, був викрадений хуліганами. Далекобійники тим часом гостюють у Вероніки — родички дружини Федора Івановича, де між нею і Коровіним виникла симпатія. Тільки після цього у справу підключаються МНС та міліція. Ті прийняли рішення супроводжувати машину до полігону, де її треба було підірвати, а по дорозі охолоджувати цистерну з пожежних гідрантів щоб уникнути вибуху. А Федір і Сашок, замість того, щоб тридцять кілометрів тягнути «бомбу» на своїй машині, вирішують охолодити цистерну в найближчому пожежному ставку.

### 3 серія. Експедитор
Двоє напарників-«далекобійників» забирають вантаж і супроводжуючу його жінку-експедитора Марину з місця аварії на шосе, де загинули двоє водіїв. По дорозі Марина розповідає їм страшні історії про вбивство на трасі водіїв. Міліція починає розслідування і з'ясовує, що справжній експедитор знайдена мертвою біля дороги, а із психіатричної спецлікарні втекла пацієнтка. Про це Федір дізнається від сищиків по мобільному телефону. Марина, запідозривши неладне, прискає в обличчя водієві отруйний газ і намагається вистрибнути з машини. Саньку дивом вдається зупинити вантажівку на краю кар'єра. Саме тут багато років тому Марину по-звірячому зґвалтували, після чого її батько помер від серцевого нападу, а вона стала страждати розладами психіки.

### 4 серія. Кіно
Фуру далекобійників орендують невідомі люди кавказької національності. Вони завантажують її ящиками з відеокасетами і наказують відвезти вантаж за призначенням, а самі супроводжують фуру на «Волзі». На шляху Федора із Санею зупиняють рекетири, але підоспілі «господарі» вантажу розбираються з ними по-своєму. Потім вони всією компанією загортають на «весілля до родича», де «супроводжувачі» беруть зброю. Здавши вантаж і трохи від'їхавши, напарники по радіо дізнаються про вибух на складі. Зрозумівши, що влипли, вони намагаються «відірватися» від бандитів. Починається погоня зі стріляниною. Від вбивць, які їх наздогнали, героїв рятує підоспілий спецназ.

### 5 серія. Дочка олігарха
Літо 2001-го. Далекобійники відбивають у шпани дівчину, і вона просить їх взяти її з собою. У процесі знайомства з'ясовується, що вона втекла з дому. Але це були лише «квіточки», «ягідками» для Федора і Сані стала звістка, що вона — дочка олігарха, процвітаючого банкіра і за нею полюють ті, хто хоче заробити на її поверненні батьку. Ната — так звати дівчину — не шкодує грошей і допомагає друзям вирішувати проблеми. А ті в свою чергу рятують її від бандитів. Федір навіть збирається удочерити її, але потім повертає татові-банкірові. За що від останнього має бути «винагорода».

### 6 серія. Епідемія
Через епідемію холери друзі-напарники разом з екіпажами інших машин сидять на карантині. Від вимушеного неробства у мужиків здають нерви, і між Сашком та іншим далекобійником, Юрком, відбувається сварка, а згодом і бійка. Через кілька хвилин того знаходять убитим ножем у шию. На руків'ї знаряддя злочину знаходять відбитки пальців Коровіна. Він же стверджує, що бився, але не вбивав, і, тим більше, не тримав у руках ніякого ножа. Між тим Федір, не вірячи у те, що Сашок — вбивця, разом із хлопчиною-студентом Стасом починають самостійні пошуки вбивці. Підозра падає то на близнюків, то на одного, то на іншого водія, що налаштовує їх проти Федора. Але він не може залишити товариша в біді і, врешті-решт, знаходить неспростовні докази вини Антона — напарника вбитого, який надягнув на ніж ручку викрутки з відбитками пальців Сашка. Причиною вбивства став виграний пай на трейлер (у наступних серіях фура Антона і Юрка переходить до близнюків).

### 7 серія. Зелені бригади
Далекобійникам дають відповідальне завдання: відвезти в супроводі ветеринара Світлани в Ростов-на-Дону рідкісного гірського цапа для відтворення. Але на тварину вже відкрито полювання: підпільний ділок-колекціонер дає завдання банді байкерів-рокерів відбити цапа і привезти його голову. Байкер на прізвисько Дантист викрадає фуру, в якій замикає побитих водіїв разом зі Світланою. Несподівано їх звільняють «зелені», які надумали провести «велику рекламну акцію» — випустити тварину на волю. Насправді вони виявляються ще гіршими бандитами, ніж мотоциклісти — один з них в нападі сліпої люті вбиває байкера за те, що той спалив на вогнищі жабу. В критичний момент ситуацію рятує Свєта, погрожуючи вбити цапа, якщо їх не відпустять.

### 8 серія. Лебедянь
Дружина дає Федору завдання привезти з Липецька десять холодильників. В придорожній забігайлівці населеного пункту Лебедянь Федір «западає» на офіціантку Зіну. Сані ніяк не вдається вмовити напарника їхати далі — він то яму риє, то огорожу в городі Зіни лагодить. І вже всерйоз думає про одруження. Витративши всі доводи, Сашок вдається до крайнощів: він вирішує «показати» Федору, «хто така ця Зіна». Врешті-решт Федора вдається переконати, і напарники, завдяки принадності Олександра, навіть встигають отримати холодильники. Але на зворотньому шляху, вони знову завертають до неї, і Федір пропонує їй вийти за нього заміж. Але, на жаль, спізнився — Зіні зробив пропозицію фермер Фредді з Нової Зеландії, куди вона так мріяла потрапити. Через місяць Федору на електронну пошту автобази приходить лист з фото щасливої та вродливої Зіни.

### 9 серія. Дим у лісі
Федір і Саня везуть квіти до Санкт-Петербурга. По дорозі вони потрапляють в зону лісових пожеж і випадково виїжджають на затишний будинок, де знаходять групу молодих сектантів під проводом «Гуру», який катує своїх послушників. Вогонь тим часом наближається до самого будинку і машини далекобійників. «Гуру» готує акт масового самогубства через самоспалення, але в останній момент друзям вдається врятувати підлітків від маніяка. Засновник секти гине, добровільно віддавши себе вогню.

### 10 серія. Льоха
На одному з перехресть підмосковного містечка Федір зустрічає свого колишнього напарника Олексія, який втратив ногу в аварії. Той побирається, сидячи в інвалідному візку. Спроба допомогти другу закінчується тим, що Федора жорстоко б'ють братки, які «охороняють» інваліда, а потім його забирає міліція. Звільнившись з міліцейського відділку, Федір разом з приятелем їде на квартиру до Льохи, але нова господарка квартири — колишня подруга Льохи — влаштувала там справжній бордель. Випадково йому вдається відшукати колишнього напарника у глухому гуртожитку в суспільстві собі подібних калік. Протверезілий на ранок Олексій розповідає банальну історію про те, як його спочатку підібрала, а потім обібрала господиня борделю, забравши квартиру. Сашок, прикинувшись калікою, проникає в лігво бандитів і дістає компромат на «господиню» та її підручних. Ті потрапляють до місць не настільки віддалених, а Олексій повертається до своєї квартири.

### 11 серія. Втеча
Федор і Сашок доставляють гуманітарну допомогу до виправної колонії. Поки йде розвантаження трейлера, групі в'язнів під проводом кримінального авторитета на прізвисько Падре вдається вирізати дірку в підлозі фури і забратися в неї. Відчуваючи, що час залишати притулок, зеки змушують водіїв зупинитися, починаючи розкачувати фуру під час їзди. Вони змушують водіїв змінити маршрут і їхати до вказаного місця. Далекобійники йдуть на хитрість і завозять зеків в глухий кут, де ведуться ремонтні роботи. Розпочаті між втікачами розбірки допомагають водіям разом з дорожніми робітниками «пов'язати» втікачів.

### 12 серія. Лівий вантаж
Дехто Денис Анатолійович фрахтує фуру для перевезення вантажу до Владикавказа. В дорозі він зізнається, що вантаж — крадений і потрібно їхати в Грузію, а потім в Азербайджан. Але обіцяє добре заплатити. Коли напарники не погоджуються, він шантажує їх тим, що вони тепер його спільники. У дорозі Сашко помічає чорну «дев'ятку» з людьми, що слідкую за ними. Денис пояснює, що це — найнята ним охорона вантажу. Потім з'являється друга — темно-зелений Volvo. Справа кінчається тим, що люди з другої підривають машину з охороною і починають переслідування КамАЗа з вантажем. Тоді Денис зізнається, що везе зброю. На нічній стоянці Сашко вмовляє путану напоїти Дениса клофеліном. І, відірвавшись від переслідувачів, вони доставляють сонного Дениса разом з вантажем назад — до місця, звідки забирали. Аванс вони залишають собі, адже за нього ніхто ніде не розписувався.

### 13 серія. Школа демократії
Напарникам, які доставили вантаж до Сибіру, пропонують «халтуру»: перевезти партію горілки із зображенням місцевого губернатора, який балотується на другий термін. Супроводжують їх братва на джипі та «бухгалтер», який виявився власником місцевого общака. Але на підступах до міста дорогу перепиняє пікет з протиборчого табору чинного мера. «Бухгалтер» пропонує Сашку зімітувати напад апендициту. Місцевий «лікар» — молода дівчина на ім'я Юлія, вірить влаштованому Сашком дійству і їм дозволяють проїхати. З випадково підслуханої розмови «бухгалтера» з братвою вона дізнається, що все це підлаштовано, а також про істинну «начинку» трейлера. В останній момент Юля потайки залазить на фуру і їде з ними. Але по дорозі вони знову зустрічають протиборчий табір. Юлія розповідає представникам пікету, що вони везуть гроші, і їх змушують відкрити фуру і перевірити вантаж. «Бухгалтер», бачачи, що ситуація виходить з-під контролю, швидко сідає в кабіну і відкриває вогонь, наказавши Олександру зібрати всі мобільні телефони у людей, що сидять в машинах. Сашок, зімітувавши бажання покарати Юлю за непокору наказу віддати мобільний, знаходить зручний момент і вручає їй свій телефон, щоб вона викликала своїх. Братва не встигає, і в спробі зрізати шлях через брід, застряє. Тут на допомогу якраз підходить ЗМОП мера. Всі разом вони з'ясовують, що горілка, представлена мером, — така ж гидота, як і губернаторська.

### 14 серія. Остання гра
Далекобійники підбирають на трасі старого Петра Михайловича, який відстав від автобуса. З'ясовується, що він, володіючи феноменальною пам'яттю, страждає її провалами або, як він їх називає, «викиднями». По дорозі вони зупиняються у придорожньому готелі, де орудує банда картярських шулерів на чолі із Сан Саничем на прізвисько «Чорний». Нічого не знаючи про це, Сашко сідає за картярський стіл і програє всі гроші. Федір, бажаючи повернути програне, ставить на кін фуру і… програє її. Дізнавшись про їхню біду, старий Михайлович спускається в зал — зіграти свою останню гру. І починається поєдинок між ним і Чорним, який виявився не тільки його старим знайомим, але й колишнім колегою по КДБ, через донесення якого старий відсидів термін і поховав дружину. Знаючи всі прийоми супротивника, Михайлович не тільки повертає все програне напарниками, але й залишається в прибутку. А Чорному зі своїми спільниками доводиться подумати про те, щоб якомога швидше забратися.

### 15 серія. Самосуд
На трасі напарники випадково збивають у кювет «вісімку», водій якої вів себе дуже дивно, не даючи можливості ані відстати від нього, ані обігнати. З неї дістають хлопця, котрий, трохи прийшовши до тями, представився Вованом. До лікарні їхати він відмовився, але попросив підвезти його до села Вознесенське. По дорозі їх наздоганяють машини з кавказцями і вимагають віддати їм пасажира. Але в цей час під'їжджають місцеві бандити, на чолі з відставним капітаном міліції, і, відбивши Вована (якого ті називали Льончиком через його часту фразу «ли-чёли»), на подяку везуть Федора і Сашка до сауни. Тут мужики дізнаються, що врятований ними Вован зі спільниками зґвалтував 13-річну дівчинку-вірменку. Кавказці, які їх наздоганяли, були її батьками — інтелігентними людьми з вищою освітою та родичами підприємця, який мав недружелюбні відносини з Вованом. Напарникам вдається не тільки вирватися від «гостинних» бандитів, але й, захопивши з собою Вована, доставити його кавказцям. Ті відмовляються від самосуду і викликають міліцію, і приїжджий полковник — приятель кавказців та неприятель Вована — розставляє все по місцях.

### 16 серія. Свій бізнес
Напарники разом з дружиною Федора, що взяла кредит під заставу квартири, викуповують невеликий склад, щоб відкрити власну справу. В родині Федора починаються сварки через гроші. На Ніну наїжджають цигани, вимагаючи заплатити борги попереднього власника складу. Потім НС-скінхеди беруть Ніну у заручники, вимагаючи викуп. Сашко і Федір їдуть на базу і просять колег-далекобійників про допомогу. Разом вони приїжджають до місця збіговиська «чорносорочечників» і відбивають Ніну в ході масової бійки. Після цього друзі вирішують зав'язати з «бізнесом» і продати склад.

### 17 серія. Привид
Напарники за замовленням МОЗ везуть вантаж з Нижнього Новгорода до України. В дорозі трапляються дивні речі: знайомий кухар-кавказець, інші далекобійники та працівники АЗС розповідають їм, що вже бачили їхню фуру якийсь час назад. Напарники намагаються довести, що такого не могло бути, але їм відмовляються вірити, говорячи, що їхню машину не сплутаєш з іншою. А вночі Сашок переконується в цьому сам. Зі сплячим Федором він поїхав слідом за загадковою фурою, але згодом зупинився. Зв'язавшись з господарем вантажу вони розуміють, що хтось «косить» під машину. Виявляється, конкуренти вирішили використовувати їхні документи для перевезення великої партії наркотиків. Федору і Сашку залишається одне: потрапити на кордон з Україною раніше, ніж «машині-привиду». І вони приймають рішення зрізати шлях польовою дорогою і все-таки наздоганяють «привида» на митниці.

### 18 серія. Форс-мажор
Черговий замовник вмовляє Федора підлаштувати аварію, щоб отримати страховку за вантаж. Федір відмовляється, зате погоджуються його приятелі — двоє братів-«близнюків». Вони пускають свою фуру накатом вниз по схилу, але підоспілі Федір із Санею «рятують» машину «близнюків». Дві наступні спроби братів виконати «вирок» із замовником так само закінчуються нічим. А потім у справу втручається «спеціаліст» із форс-мажорних обставин, який ледь не відправляє усіх на той світ. Але замість них потрапляє туди сам. А «близнюків» знову рятують Федір із Сашком.

### 19 серія. Далеко від Москви
Напарники отримують відповідальне завдання — акуратно доставити до місця призначення партію «виноматеріалу», призначеного для французького бізнесмена П'єра. Але на шляху вони підбирають чоловіка з вагітною дружиною, пологи у якої починаються прямо в дорозі. Далекобійникам доводиться прийняти малюка, який з'явився на світ, а жінку терміново доставити до Москви. Випросивши під різними приводами у мешканців села необхідну кількість гасу, вони відправляють матір на гелікоптері. Всі ці події не могли не позначитися на якості перевезеного вантажу, але француз все-таки погоджується на угоду. Народженого хлопчика на честь спасителя назвали Олександром.

### 20 серія. Вероніка
Сашок підозрює неладне у відносинах з Веронікою (племінницею Ніни Іванівни). Спочатку він думає, що вона вагітна, і свариться з нею з цього приводу. Потім він дізнається, що Вероніка зібралася вийти заміж за свого наукового керівника. Дізнавшись про це, він намагається погрожувати «ботаніку» монтуванням. Прийшовши з квітами до квартири Вероніки, Саша розуміє, що вона не одна, унаслідок чого в гніві ламає двері і б'є нареченого, після чого потрапляє у міліцію. Майор юстиції, яка заарештувала Сашка, стає на сторону далекобійника і пропонує йому влаштувати втечу, але в разі провалу «посадити по повній» (звинуватити ще й у вандалізмі пам'ятників). Під час прибирання території Сашок залазить на гаражі і зістрибує на фуру, яку підігнав Федір. У РАЦСі Вероніка, побачивши Сашка, тікає з ним з весілля.

## У ролях
- Володимир Гостюхін — Федір Іванович Афанасьєв (Іванич)
- Владислав Галкін — Олександр Олександрович Коровін (Сашок)
- Наталя Єгорова — Ніна Іванівна Афанасьєва
- Дар'я Михайлова — Вероніка, племінниця Ніни
- Віктор Яцук, Вадим Яцук — «близнюки» Павло Марчук і Петро Марчук
- Петро Зайченко — Інвалід Олексій Кузнєцов (Льоха)
- Михайло Глузський — Петро Михайлович
- Олександр Воробйов — Полковник
- Ігор Кошман — Далекобійник
- Наталя Панова — Катя
- Максим Аверін — спільник «Чорного»
- Сергій Апрєльський — сержант міліції
- Андрій Єгоров — Денис Анатолійович
- Ярослав Бойко — «Сєвєр»
- Олександр Пороховщиков — таксидерміст
- Семен Морозов — дільничний
- Сергій Векслер — Салман
- Михайло Богдасаров — Ванукян
- Еммануїл Віторган — «Чорний»
- Олена Захарова — Юля, медсестра пікету
- Олексій Гришин — рятувальник МНС
- Вадим Колганов — байкер
- Поліна Кутєпова — Марина
- Андрій Ростоцький — Мер
- Ганна Легчилова — офіціантка Зіна
- Катерина Климова — продавчиня на ринку
- Марія Поліцеймако — адміністратор мотелю
- Юрій Степанов — Слідчий Пуртов
- Віктор Проскурін — Скворцов, керівник хімбази
- Віктор Сухоруков — «Чорний»"Бухгалтер"
- Борис Хімічев — гуру-сектант
- Микола Чиндяйкін — Падре, тюремный авторитет
- Всеволод Шиловський — Петрович
- Ігор Ясулович — французький бізнесмен
- Роман Мадянов — керівник контори
- Раїса Рязанова — працівник РАЦСу
- Марія Порошина — Яна, путана
- Андрій Градов — «ботанік»
- Сергій Габріелян — міліціонер
- Георгій Ніколаєнко — майор, керівник колонії
- Тетяна Агафонова — майор міліції
- Сергій Удовик — сержант-даїшник
- Сергій Угрюмов — Юрко, водій
- Олександр Тараньжин — лейтенант міліції
- Борис Сморчков — Андрійович (серія 11)
- КАМАЗ-М571АК50 (Камаз-54115)